# Anfernee Dijksteel
Anfernee Dijksteel, né le 27 octobre 1996 à Amsterdam, est un footballeur international surinamien jouant au poste d'arrière droit à Kocaelispor.
Il dispose également de la nationalité néerlandaise.

## Biographie

### En club
Le 7 août 2019, il rejoint Middlesbrough, après 3 saisons avec Charlton Athletic.